# Коваржова, Мария
Мария Коваржова, в замужестве — Дюровичова (чеш. Marie Kovářová (Ďurovičová); 11 мая 1927, Лулеч — 4 января 2023, Прага) — чехословацкая гимнастка. Олимпийская чемпионка 1948 года.

## Биография
Мария Коваржова родилась 11 мая 1927 года в чехословацком селе Лулеч (сейчас в Чехии).
Окончила начальную школу в Лулече и среднюю школу в Вишкове. Училась в Брненском сельскохозяйственном университете.
С юности занималась спортивной гимнастикой в брненском отделении общества «Сокол».
В 1948 году вошла в состав сборной Чехословакии на летних Олимпийских играх в Лондоне. В командном многоборье сборная Чехословакии, за которую также выступали Зденька Гонсова, Милослава Мисакова, Вера Ружичкова, Божена Срнцова, Милена Мюллерова, Зденька Вержмиржовская и Ольга Шилганова, завоевала золотую медаль, набрав 445,45 балла.
После того как в 1956 году коммунистическая власть запретила в Чехословакии сокольское движение, завершила выступления. До 1980—1990-х годов занималась лыжными гонками и теннисом.
Работала в проектной организации «Ставпроект» в Брно.
Умерла 4 января 2023 года в Праге.

## Семья
Муж — Светозар Дюрович, инженер. Есть двое детей.